# 容益光
容益光（?—?），陝西省鳳翔府寶雞縣人，清朝政治人物、同進士出身。
光緒二十年（1894年），参加光緒甲午科殿試，登進士三甲47名。同年五月，授内阁中书。